# Продан, Владислав Андреевич
Владислав Андреевич Продан (родился 07 июля 1986 года, город Томск-7, Томская область) — российский хоккейный тренер, спортивный функционер, член Президиума Федерации хоккея Санкт-Петербурга, генеральный директор Ледового дворца.

## Биография
Родился 7 июля 1986 года в городе Томск-7, Томской области. В 1993 году с родителями переехал в Санкт-Петербург.
В 2009 году окончил Федеральное государственное бюджетное образовательное учреждение высшего профессионального образования «Санкт-Петербургский государственный лесотехнический университет имени С. М. Кирова».
В 2015 году окончил магистратуру Федерального государственного бюджетного образовательного учреждения высшего образования «Национальный государственный Университет физической культуры, спорта и здоровья имени П. Ф. Лесгафта, Санкт-Петербург», успешно защитил магистерскую диссертацию по специальности «Физическая культура».
Закончил Высшую школу тренеров им. Н. Г. Пучкова по программе «Теория и методика подготовки высококвалифицированных хоккеистов».
В 2021 году успешно окончил Российскую академию народного хозяйства и государственной службы при Президенте Российской Федерации по специальности «Государственное и муниципальное управление».

## Карьера
Более 14 лет проработал тренером по хоккею с шайбой. Занимал пост генерального менеджера Женской сборной России по хоккею с шайбой, Женской юниорской сборной России по хоккею с шайбой и Женской молодежной сборной России по хоккею с шайбой.
Участник Олимпийских игр-2022 в Пекине.
С 2017 года по 2023 год — директор Санкт-Петербургского государственного бюджетного учреждения дополнительного образования Спортивная школа Олимпийского резерва по хоккею. С 2023 года по настоящее время является генеральным директором петербургского Ледового Дворца.

## Достижения
— Бронзовый призер Чемпионата мира по хоккею с шайбой среди женщин в 2016 году в г. Камлупсе, Канада.
— Бронзовый призер Чемпионата мира по хоккею с шайбой среди женских юниорских команд в 2017 году в г. Пршеров, Чехия.
— Победитель Зимней Универсиады 2019 в Красноярске в виде спорта «Хоккей».
— Бронзовый призёр Чемпионата мира по хоккею с шайбой 2019 в г. Братислава, Польша.
— 5 место на Олимпийских играх-2022 в Пекине (как сборная ОКР).
Награждался благодарностями Губернатора Санкт-Петербурга, Комитета по физической культуре и спорту,
Министерства спорта Российской Федерации за существенный вклад в развитие отрасли физической культуры и спорта.

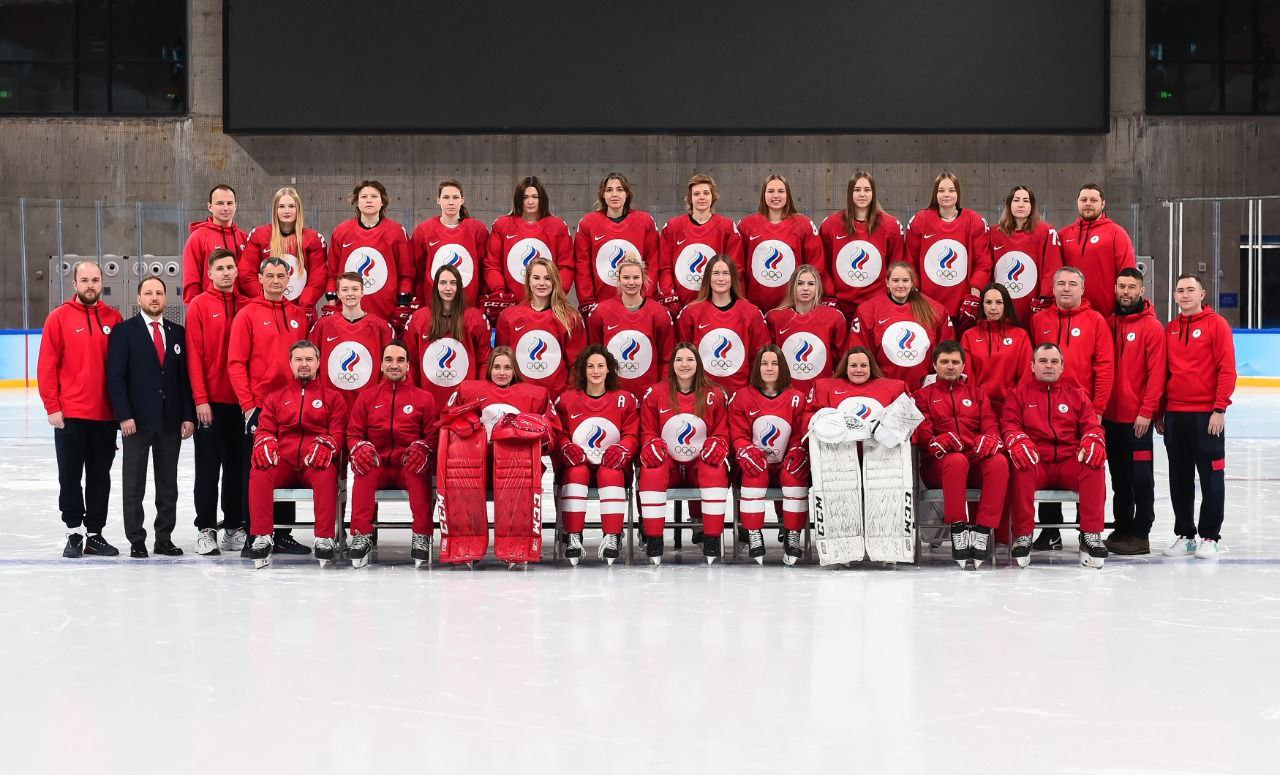
Сборная ОКР, Пекин, 2022 год
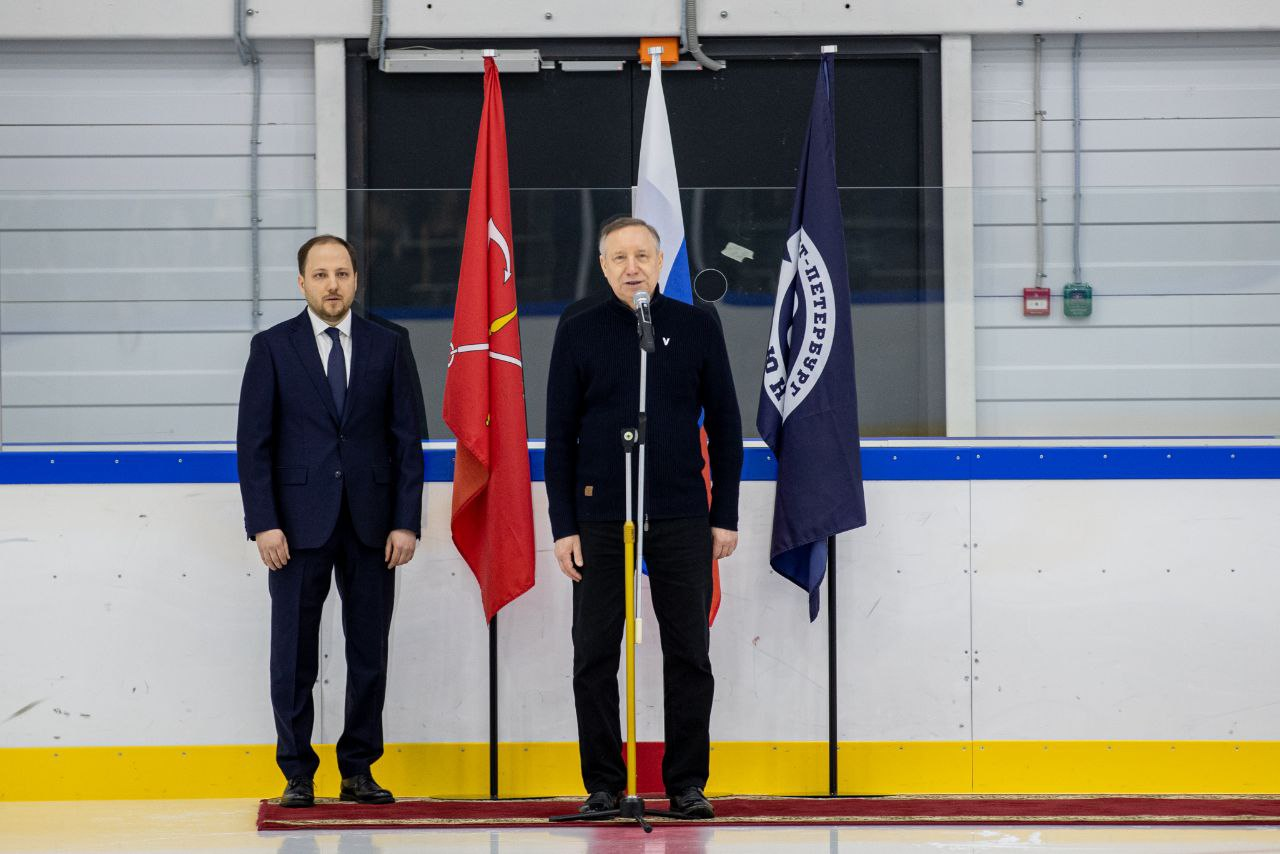
Беглов Александр Дмитриевич, Продан Владислав Андреевич
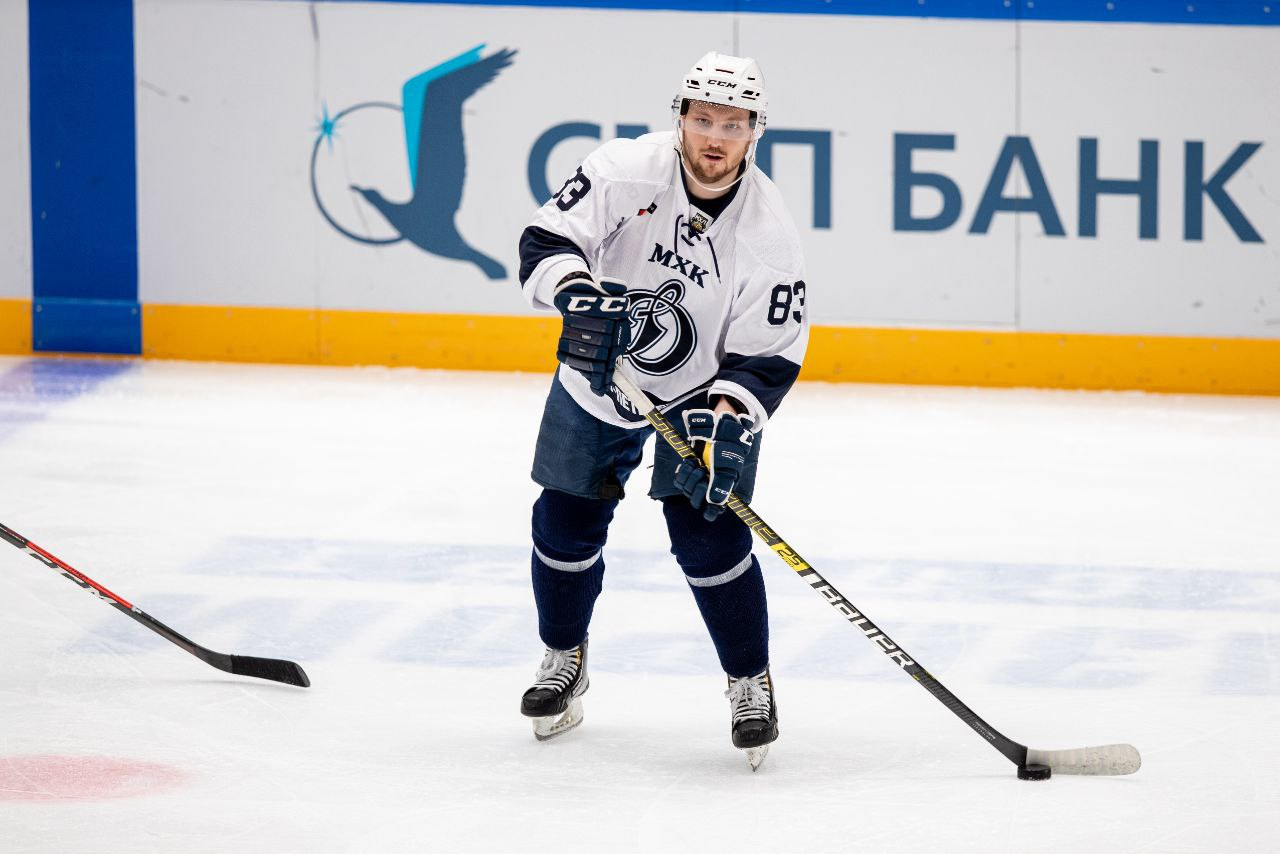
Продан Владислав Андреевич, 2023 год
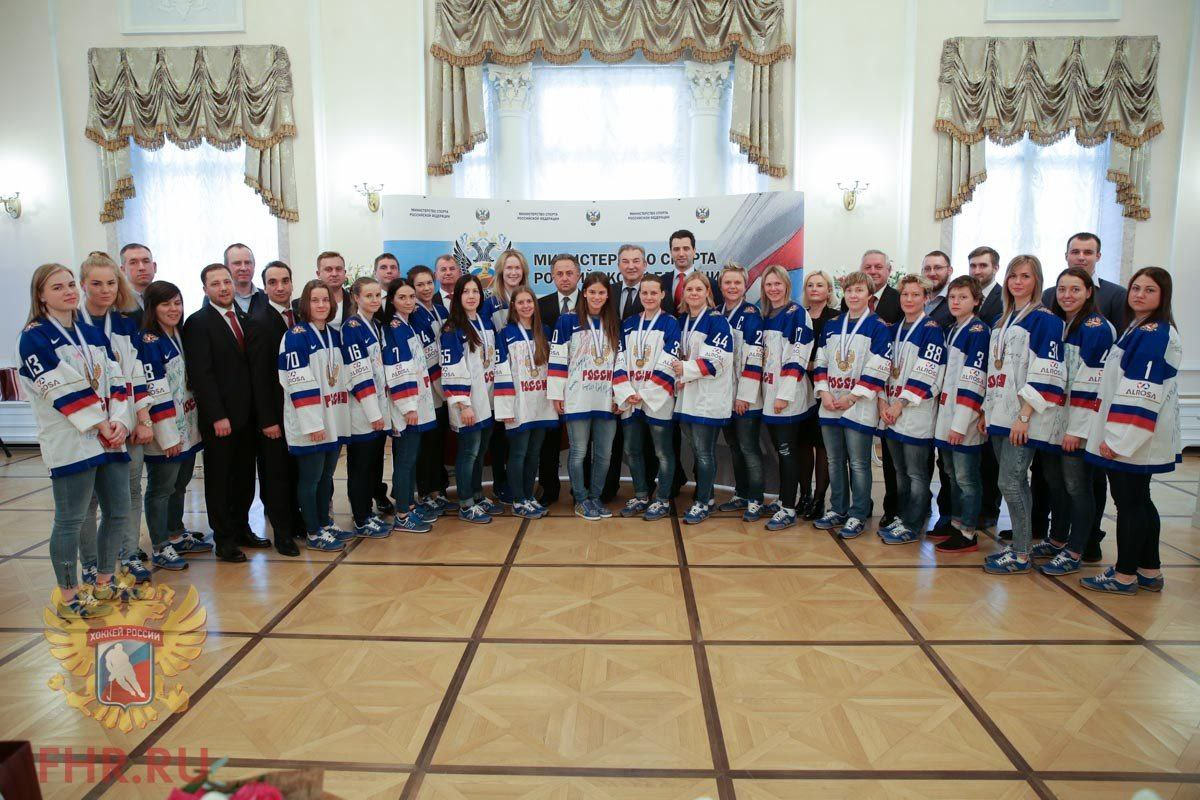
Женская молодежная сборная России по хоккею с шайбой
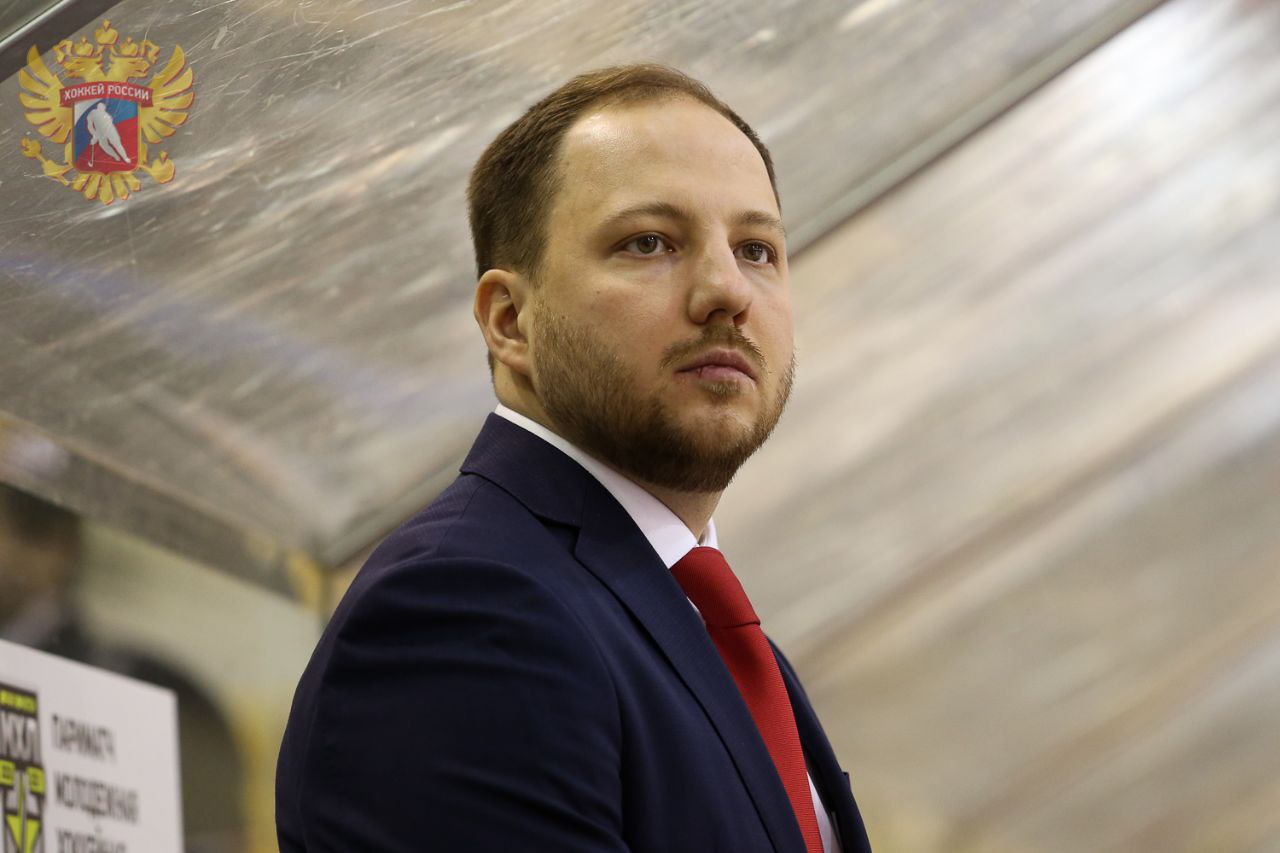
Продан Владислав Андреевич, 2022 год
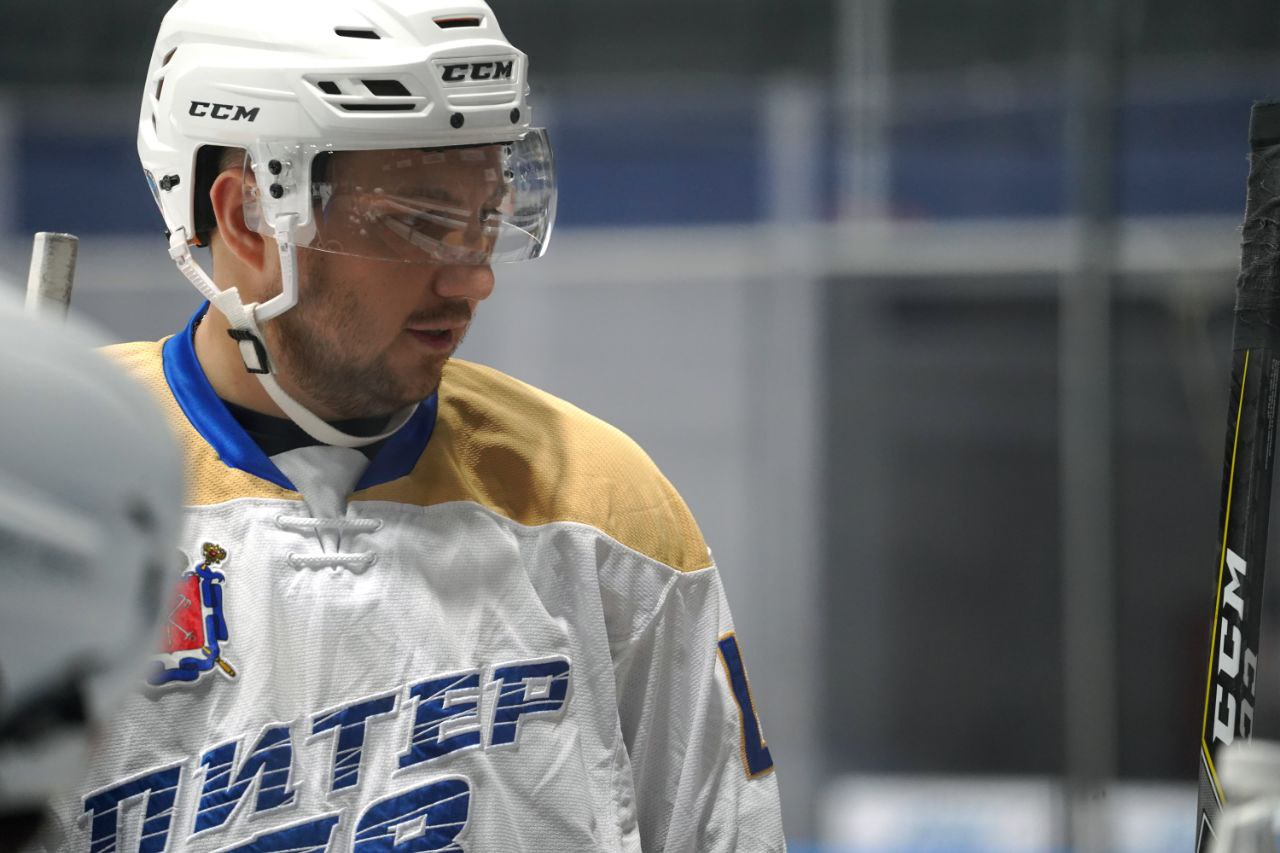
Продан Владислав Андреевич, 2023 год